# Kliški sandžak
Kliški sandžak je bil sandžak Osmanskega cesarstva na ozemlju med Krko, spodnjim tokom Cetine in gornjo Neretvo. V začetku mu je pripadalo tudi severni del Dalmacije, večji del Like in Krbavsko polje. Pogoji za njegovo ustanovitev so bili izpolnjeni, ko je turška vojska leta 1537 osvojila Klis. Sedež sandžaka je bil v Klisu, formalno pa se je sandžak beg nahajal v Livnu. Do leta 1580 je bil v sestavu Rumelijskega ejaleta, kasneje pa del Bosanskega pašaluka. V 17. stoletju se je poleg mesta Livna pričel razvijati tudi Drniš. Islamizacija je na podeželju zajela predvsem severovzhodne dele pašaluka, prav posebno močna pa je bila na področju ob reki Cetini. Ko se je leta 1627 velika skupina Hrvatov izselila v Slavonijo je pričela gospodarska in vojaška moč sandžaka slabeti. Ko so Benečani leta 1648 osvojili Klis in nekatera druga mesta, so le ta postala del Beneške Dalmacije. Leta 1699 so bile s Karlovškim mirom sandžaku določene nove meje. V tem obsegu je obstajal do ukinitve leta 1826.

## Ustanovitev Kliškega sandžaka (1537)
V tridesetih letih 16. stoletja je turški vojaški poveljnik Gazi Husrev-beg skupaj s svojim bojnim tovarišem Murat-begom Tardićem v naskokih zavzemal eno za drugo trdnjave in gradove v Hrvaškem delu Bosne in Dalmacije, deloma tudi zaradi zavezništva z Beneško republiko . Svoje vojaške akcije je usmeril proti zadnjim posestim in gradovom banske Hrvaške, predvsem proti  trdnjavi Klis. Klis je bil dolgo časa težko osvojliv za turško vojsko. Po več neuspešnih poskusih so Turki končno osvojili Klis 12. marca 1537. Z osvojitvijo Klisa se je Bosanski sandžak razprostiral od Dubrovnika do Udbine, razen manjših beneških enklav na obali (Omiš, Split, Šibenik, Zadar). Poleg Klisa so zavzeli tudi Kamen, le tri kilometre vzhodno od Splita. Klis je bil grad na sredi polja, z malo prebivalcev in malo posadko.